# Conscrit 1127
 (juillet 2025).
Motif : Absence de sources
- Archive Wikiwix
- Bing
- Cairn
- DuckDuckGo
- E. Universalis
- Gallica
- Google
- G. Books
- G. News
- G. Scholar
- Persée
- Qwant
- (zh) Baidu
- (ru) Yandex
- (wd) trouver des œuvres sur Wikidata

| 1. | Préciser le motif de la pose du bandeau. | Précisez le motif de la pose du bandeau en utilisant la syntaxe suivante : {{admissibilité à vérifier\|date=juillet 2025\|motif=remplacez ce texte par le motif}}                  |
| 2. | Informer les utilisateurs concernés.     | Pensez à avertir le créateur de l'article, par exemple, en insérant le code ci-dessous sur sa page de discussion : {{subst:avertissement admissibilité à vérifier\|Conscrit 1127}} |

Conscrit 1127 est une série de bande dessinée franco-belge créée en 1959 par Eddy Ryssack et Yvan Delporte dans le no 1127 du journal Spirou.

## Publication

### Revues
- Le Conscrit 1127, publiée en 1959 dans le no 1127 du journal Spirou.
- Le Conscrit 1127, agent secret, publiée en 1961 dans le no 1186 du journal Spirou.
- L'Opération « can-can », publiée en 1961 dans le no 1214 du journal Spirou.
- 1127 est de la classe,  publiée en 1967 dans le no 1501 du journal Spirou.